# Sereno Watson
Sereno Watson (East Windsor Hill, Connecticut, 1 de dezembro de 1826 — Cambridge, Massachusetts, 9 de março de 1892) foi um botânico norte-americano.

## Vida
Graduando-se em Biologia em Yale em 1847, ele passou por várias ocupações até que, na Califórnia, ingressou na Expedição Clarence King e acabou se tornando o botânico da expedição. Nomeado por Asa Gray como assistente no Gray Herbarium da Universidade de Harvard em 1873, mais tarde tornou-se seu curador, cargo que manteve até sua morte. Watson foi eleito Fellow do Academia Americana de Artes e Ciências em 1874, e membro da Academia Nacional de Ciências em 1889.

## Obras
- Botany, in Report of the geological exploration of the 40th parallel made ... by Clarence King, 1871
- Watson, Sereno (1879). «Revision of the North American Liliaceae: Descriptions of Some New Species of North American Plants». Proceedings of the American Academy of Arts and Sciences. XIV: 213–312. JSTOR 25138538. doi:10.2307/25138538. Consultado em 6 de janeiro de 2014
- Publicações de e sobre S. Watson on WorldCat

## Fonte
- Brummitt RK; Powell CE. (1992). Authors of Plant Names. Royal Botanic Gardens, Kew. ISBN 1-84246-085-4.